# Raphidotheca
Raphidotheca är ett släkte av svampdjur. Raphidotheca ingår i familjen Mycalidae.
Släktet innehåller bara arten Raphidotheca marshallhalli.